# 139. п. н. е.

## Догађаји
- Лузитанске вође које је поткупила Римска република убијају свог поглавицу Виријата на спавању, чиме се практички окончава Лузитански рат.